# Tocco terapeutico
Il tocco terapeutico (dall'inglese therapeutic touch o TT), chiamato anche tocco terapeutico senza contatto, contatto terapeutico o guarigione a distanza, è una pratica simile all'imposizione delle mani, il cui scopo dichiarato sarebbe quello di riequilibrare un supposto magnetismo animale all'interno del corpo umano.
Il tocco terapeutico fa parte della cosiddetta medicina energetica ed è considerato, nella classificazione NCCAM, una terapia del biocampo.
Questa pratica, secondo i suoi sostenitori, non è intesa come terapia sostitutiva e nemmeno come medicina alternativa, quanto più una pratica a loro dire in grado di integrare le attuali pratiche mediche. Secondo una statistica del 1998 è praticato da infermieri in almeno 80 ospedali degli Stati Uniti d'America e del Canada, spesso senza l'approvazione del personale medico assistente; è insegnato in oltre 100 università e istituti superiori in 75 paesi.
Sempre secondo i suoi sostenitori, distanziandosi dalle pretese curative del mesmerismo, il tocco terapeutico avrebbe come unico scopo l'individuazione di presunti "squilibri magnetici" all'interno del corpo di un paziente, ed il "riequilibrio" degli stessi mediante la vicinanza delle mani; il praticante tocca o avvicina le mani al paziente durante una seduta che può durare tra i 15 e i 30 minuti.
La tecnica è priva di evidenze di reale efficacia.

## Storia
La pratica è stata sviluppata agli inizi degli anni 1970 dalla teosofa e sensitiva Dora van Gelder Kunz (presidente della Società Teosofica d'America dal 1975 al 1987) e da Dolores Krieger e si basa sulle ipotesi di Franz Anton Mesmer riguardanti il magnetismo animale. I praticanti del tocco terapeutico, in accordo con il credo di Krieger, rivendicano le origini antiche della pratica che, pur sviluppatasi nello stesso contesto storico della imposizione delle mani, non condivide il nesso religioso e/o miracoloso. La stessa Krieger dichiara che "La pratica del tocco terapeutico è stata sviluppata sulla concezione che, in definitiva, è il paziente a guarire sé stesso. In questo contesto, il guaritore funge soltanto da appoggio energetico del paziente, fintanto che il suo sistema immunitario sia sufficientemente potente da poter fronteggiare la malattia". La pratica è stata approvata nel 1987 dall'Ordine degli Infermieri del Québec ed è promossa da molte altre organizzazioni professionali di infermieri, ma ad oggi non ne è stata ancora dimostrata una qualche utilità.

## Ricerche sul campo biomagnetico
Nel 1996 la James Randi Educational Foundation e la Philadelphia Association for Critical Thinking (PhACT) offrirono una ricompensa di 742,000 dollari, invitando 60 organizzazioni di infermieri a dimostrare la loro capacità di rilevare i campi magnetici. Soltanto un infermiere accettò di essere sottoposto all'indagine, con risultati non statisticamente significativi.
Nel 1998 Emily Rosa (nata il 6 febbraio 1987), spinta dall'interesse suscitato da un programma su tocco terapeutico e i campi magnetici, decise di indagare sulla abilità ricognitiva dei campi magnetici nei praticanti del TT. Nel suo studio, un elegante protocollo in singolo cieco, vennero indagate le capacità ricognitive di 21 praticanti del tocco terapeutico (vennero contattati 25 praticanti, ma 4 declinarono l'offerta). Ai praticanti venne chiesto di riconoscere sopra quale delle loro mani Emily avesse posto la sua mano ad una distanza di 10 - 5 cm; naturalmente, tra Emily e il praticante venne posta una parete che non permetteva la visione. In 280 prove, solo in 123 (44 %) casi i praticanti riuscirono a riconoscere la giusta mano; da questi dati è staticamente possibile dedurre come il riconoscimento del supposto campo magnetico sia affidato alla sola variabile casuale. In seguito alla pubblicazione dei risultati sulla rivista Journal of the American Medical Association (JAMA), l'editore George D. Lundberg M.D, suggerì ai pazienti e alla compagnie assicurative di rifiutare di pagare le procedure di tocco terapeutico "...finché non ci saranno ulteriori ed onesti esperimenti che dimostrino l'efficacia della terapia". Inoltre, il dottor Lundberg dichiarò che tutti i praticanti del tocco terapeutico dovrebbero essere eticamente obbligati a condividere i risultati dello studio con i pazienti.